# Le Périer
Le Périer – miejscowość i dawna gmina we Francji, w regionie Owernia-Rodan-Alpy, w departamencie Isère. W 2013 roku populacja ówczesnej gminy wynosiła 146 mieszkańców. 
W dniu 1 stycznia 2019 roku z połączenia dwóch ówczesnych gmin – Chantelouve oraz Le Périer – powstała nowa gmina Chantepérier. Siedzibą gminy została miejscowość Chantelouve. 